# Huisridderorde van de Heilige Michaël
De Huisridderorde van de Heilige Michaël (Duits:"Orden zum Heiligen Michael") werd op 29 september 1693 door de Keulse keurvorst Jozef Clemens van Beieren, een telg uit het huis Wittelsbach, gesticht als een vroom gezelschap van katholieke edelen onder de bescherming van de aartsengel Michaël. De orde kwam bijeen in een kapel in Bonn die nog steeds bestaat. Deze orde was de voor edellieden gereserveerde tegenknie van de populaire Aartsbroederschap van St. Michaël, in het Duits: "Erzbruderschaft St. Michael" of "Bruderschaft des hl. Erzengels und Himmelsfürsten Michael". Deze in Beieren bloeiende orde had in haar hoogtijdagen ongeveer 100 000 burgerlijke en adellijke leden, in afdelingen in Rijnland, Oostenrijk en Beieren.
Die aartsbroederschap was enkele maanden voor de huisridderorde gesticht, op 8 mei 1693.
Vrome gezelschappen onder bescherming van de krijgshaftige aartsengel Michaël kwamen in het katholieke Duitsland van de contrareformatie meer voor.
Een ander centrum van de aartsbroederschap was de "kurkölnische Hofmark Berg am Laim" bij München. Dit feodale bezit van de keurvorsten en vorst-aartsbisschoppen van Keulen bezat een aan de aartsengel Michaël gewijde kerk. De eerste bestuurder van de broederschap, "Provinzialoberer" of præses genoemd, was de franciscaner-provinciaal Fortunatus Huber. De broederschap werd daarna tot 1806 door Franciscanen geleid. In het begin van de 18e eeuw behoorden alle leden van de streng katholieke Beierse heersersfamilie Wittelsbach tot de broederschap die door Paus Benedictus XIII op 23 juli 1725, op voorspraak van Prinses Violanta Beatrix van Beieren, zuster van de regerende keurvorst Maximiliaan II Emanuel van Beieren, tot aartsbroederschap werd verheven. Een aartsbroederschap is een lichaam onder het canoniek recht. De namen van de hoogadelijke leden werden in een in Bonn door Joseph Clemens van Beieren en Clemens August I van Beieren bijgehouden vorstenboek ("Fürstenbuch") ingeschreven.
De naam Michaël is in het Hebreeuws te herleiden tot מיכאל oftewel "wie is als God". De Latijnse vertaling "Quis Ut Deus" dient de broederschap ter meditatie.
De orde en de aartsbroederschap namen het motto "F. P. F. P." aan. De letters staan voor "Fideliter Pie Fortiter Perseveranter" oftewel "trouw, vroom, dapper en volhoudend". De feestdag van de Heilige Aartsengel Michaël op 29 september speelde en speelt voor orde en aartsbroederschap een grote rol. De aartsbroederschap die in 2013 ongeveer 800 leden in twee afdelingen (München en Peiting) telt komt op die dag bijeen.
De Rijnlandse tak van de Huisridderorde van de Heilige Michaël die volledig "Hochadliger Haus-Ritter-Orden der Beschützer götlicher Ehre unter dem Schutze des Heiligen Erzengels Michael" heette, raakte na de secularisatie van het Aartsbisdom Keulen in 1803 enigszins in vergetelheid. Het vorstenboek raakte zoek en werd pas in 1988 gedeeltelijk teruggevonden. De tak in het onafhankelijk gebleven en zeer katholieke Beieren bleef ook na de ondergang van het Keulse vorst-aartsbisdom bestaan, al was Beieren een moderne en seculiere staat.
De Huisridderorde van de Heilige Michaël kende oorspronkelijk drie graden; die van Grootkruis, Grootkruisheer {"Großkreuzherr") en Ereridder ("Ehrenritter").

## De versierselen
De versierselen van de orde zijn zeer gedetailleerd en kostbaar uitgevoerd. Jörg Nimmergut noemt in zijn catalogus als versierselen van de Grootmeester een gouden keten, een gouden grootkruis, een geborduurd borstkruis en een na 1763 te dateren geborduurde ster. Voor de leden noemt hij een gouden keten van de Großkreuzherren, een gouden kruis, een geborduurd kruis en na 1763 te dateren geborduurde ster. Verder worden een gouden kruis van de ereridders en een zilveren kruis van de officieren (Ordensdiener) genoemd.
In het midden van het blauw geëmailleerde kruis was door gouden bliksemschichten omringde plastische gouden afbeelding van de Aartsengel Michaël en de verslagen draak gelegd. Het kruis op de borst van de geharnaste aartsengel en het motto Quis Ut Deus op het schild zijn blauw geëmailleerd. Op de vier armen staan de letters "F. P. F. P.".
Op de keerzijde staat in een centraal gouden medaillon in blauwe letters de tekst "dominus potens in prælio" (Latijn voor; "De kracht van de Heer in eeuwigheid") en "psal23v8". Het gaat dan ook om een citaat uit Psalm 23, een van de psalmen van David.
De orde die niet onder een koninklijk gezag of koninklijke bescherming viel kende geen verhoging in de vorm van een koninklijke beugelkroon.
De leden van de aartsbroederschap dragen een medaille met de afbeelding van de aartsengel Michaël die zij altijd bij zich dragen.
De versierselen van de in 1837 ingestelde Orde van Verdienste van de Heilige Michael lijken sterk op die van de Huisridderorde van de Heilige Michaël. Omdat het nu om een koninklijk Beierse orde gaat is er aan het versiersel een verhoging in de vorm van een beugelkroon toegevoegd. Op de keerzijde is een ovaal medaillon bevestigd met de opdracht "VIRTUTI". Daarmee wordt te kennen gegeven dat de ooit op religieuze grondslagen gebaseerde orde nu een moderne ridderorde of orde van verdienste was geworden die ook aan protestanten werd uitgereikt.

## De orde in Beieren
De Orde bleef tot aan de opheffing van het keurvorstendom in 1806 bestaan en daarna ging het grootmeesterschap over op de keurvorst van Beieren. In 1808 werd in Beieren de graad van Commandeur aan de bestaande graden toegevoegd.
In 1837 werd de Orde door de Beierse koning Maximiliaan I Jozef veranderd in een modernere Orde van Verdienste; de Orde van Verdienste van de Heilige Michaël in het Duits Verdienstorden vom Heiligen Michael genoemd .
De Orde is een van de historische Orden van Beieren.
Sint Anna-orde ·
Bloemenorde ·
Sint-Elisabeth-orde ·
Orde van de Fürstprängler ·
Huisridderorde van de Heilige Georg ·
Ridderlijk Gezelschap van de Heilige Georg in Franken ·
Huisridderorde van de Heilige Michaël ·
Huisridderorde van Sint-Hubertus ·
Orde van Verdienste van de Beierse Kroon ·
Orde van de Leeuw van de Palts ·
Ludwigsorde ·
Militaire Max Joseph-Orde ·
Maximiliaansorde voor Wetenschap en Kunst ·
Beierse Maximiliaansorde voor Wetenschap en Kunst ·
Orde voor de Militaire Gezondheidszorg ·
Ordre de Parfaite Amitié ·
Orde van de Rode Adelaar ·
Theresia-orde ·
Beierse Orde van Verdienste ·
Orde van Militaire Verdienste ·
Ludwigsmedaille
Zie ook: Ridderorden in Beieren · Onderscheidingen in Beieren